# Джуричі (Дреновці)
Джуричі (хорв. Đurići) — населений пункт у Хорватії, у Вуковарсько-Сремській жупанії у складі громади Дреновці.

## Населення
Населення за даними перепису 2011 року становило 286 осіб.
Динаміка чисельності населення поселення:

## Клімат
Середня річна температура становить 11,29 °C, середня максимальна – 25,73 °C, а середня мінімальна – -5,99 °C. Середня річна кількість опадів – 750 мм.
| Клімат поселення                              | Клімат поселення | Клімат поселення | Клімат поселення | Клімат поселення | Клімат поселення | Клімат поселення | Клімат поселення | Клімат поселення | Клімат поселення | Клімат поселення | Клімат поселення | Клімат поселення | Клімат поселення |
| Показник                                      | Січ.             | Лют.             | Бер.             | Квіт.            | Трав.            | Черв.            | Лип.             | Серп.            | Вер.             | Жовт.            | Лист.            | Груд.            |                  |
| Середній максимум, °C                         | 6,19             | 8,33             | 12,90            | 17,57            | 22,86            | 25,73            | 25,50            | 25,19            | 21,36            | 15,80            | 9,89             | 5,82             |                  |
| Середня температура, °C                       | 0,11             | 2,27             | 6,82             | 11,50            | 16,77            | 19,68            | 21,30            | 20,98            | 17,16            | 11,60            | 5,65             | 1,62             |                  |
| Середній мінімум, °C                          | −5,99            | −3,81            | 0,76             | 5,42             | 10,71            | 13,58            | 17,10            | 16,77            | 12,95            | 7,40             | 1,44             | −2,6             |                  |
| Норма опадів, мм                              | 48               | 43               | 46               | 59               | 70               | 98               | 77               | 67               | 56               | 61               | 68               | 57               |                  |
| Середньомісячна швидкість вітру, м/с          | 1.80             | 2.01             | 2.42             | 2.30             | 2.10             | 1.93             | 1.90             | 1.80             | 1.70             | 1.80             | 1.84             | 1.81             |                  |
| Середньомісячна сонячна радіація, кДж/м²·день | 4439             | 7234             | 11248            | 15629            | 19138            | 21337            | 22447            | 20507            | 15168            | 9608             | 5036             | 3722             |                  |
| --------------------------------------------- | ---------------- | ---------------- | ---------------- | ---------------- | ---------------- | ---------------- | ---------------- | ---------------- | ---------------- | ---------------- | ---------------- | ---------------- | ---------------- |
| Джерело:                                      |                  |                  |                  |                  |                  |                  |                  |                  |                  |                  |                  |                  |                  |